# Nikšić
Pour les articles homonymes, voir Nikšić (homonymie).
Nikšić (en monténégrin cyrillique : Никшић) est une ville et une municipalité du Monténégro. En 2003, la ville comptait 58 212 habitants et la municipalité 75 282, dont une majorité de Monténégrins.
Nikšić est par le nombre d'habitants la deuxième ville du Monténégro ; elle constitue en même temps un pôle industriel et culturel.

## Géographie

### Situation
L’opština de Nikšić est située dans la partie centrale de la république. Avec une superficie de 2 065 km2, elle représente 15 % du territoire, ce qui en fait la plus étendue du Monténégro. 
La ville est située entre la côte adriatique et les Alpes dinariques, à 50 km au nord de Podgorica tout près de la frontière bosniaque (république serbe de Bosnie). Elle est le passage obligé entre l’Albanie et Dubrovnik.

### Climat
Le climat est à la frontière entre le méditerranéen et le climat continental.
- La température moyenne oscille de 1,3 °C en janvier à 21,1 °C en juillet.
- L’hygrométrie annuelle de 68,6 %. Les hivers sont très pluvieux, surtout pendant les mois de novembre et décembre. Il neige pendant 19 jours en moyenne.
- L’ensoleillement est de 2 245 heures par an. L’été est souvent chaud et peu pluvieux.
- Les vents dominants proviennent du nord (24,4 %) et du sud (21,7 %).

## Histoire
Il existe suffisamment de sites préhistoriques pour affirmer que l'occupation du site est ancienne.

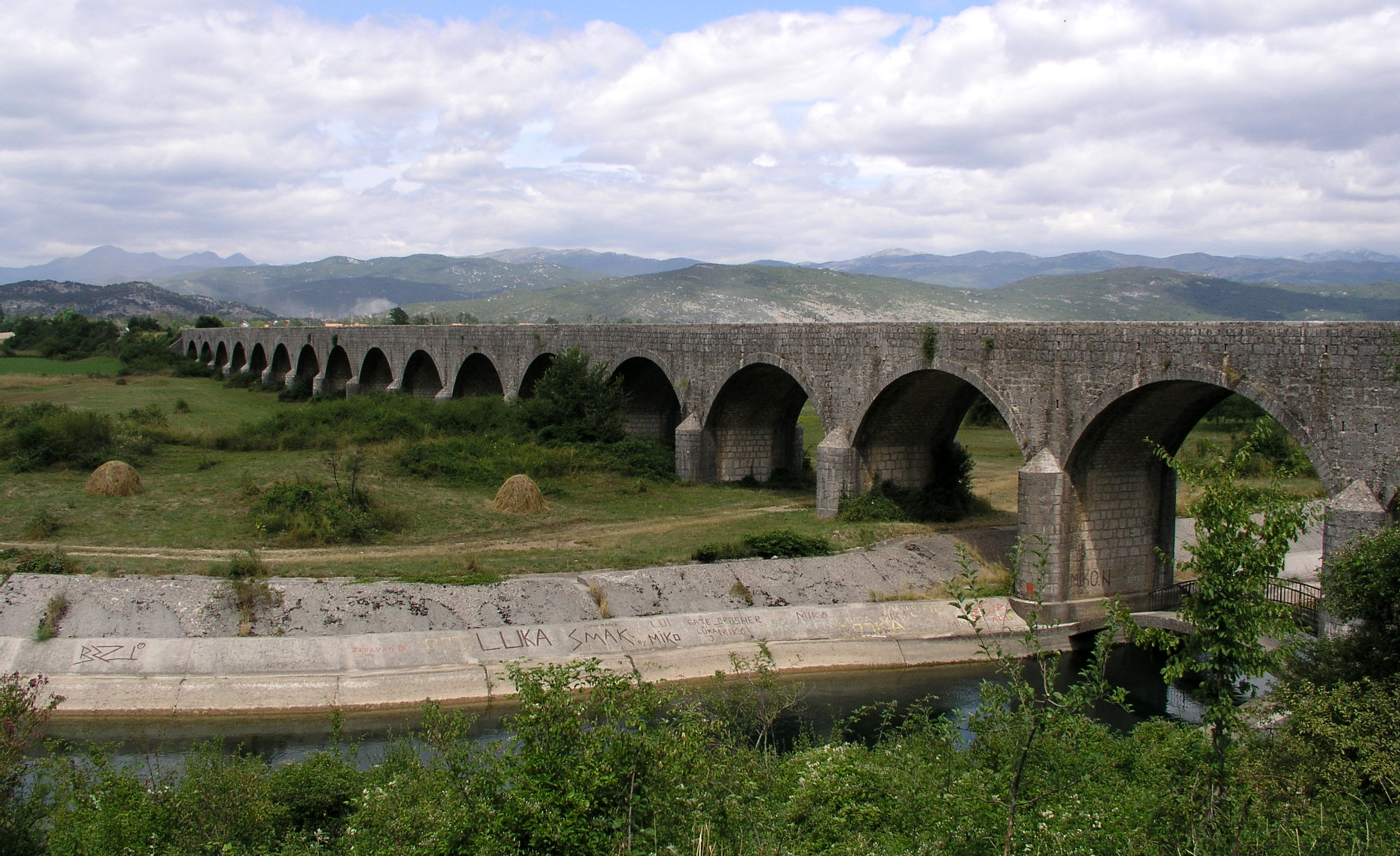
Le pont du Tsar à Nikšić.

La vieille ville d'Anagastum (qui a donné "Onogošt" en slavon) est fondée au IVe siècle par les Romains. 
Ils établissent une fortification militaire ("castrum Anderba"), parce que l'endroit représente un carrefour stratégique sur l'axe ancien Leusinium-Sallunto-Anderba (du règne de l'empereur Claude).
Il reste encore quelques vestiges de l'enceinte romaine malgré la destruction de la ville. 
Après 459, elle devient forteresse ostrogothe sous le nom d'Anagastum.
Du milieu du VIIIe siècle au XIIIe siècle, la région fait partie de la Travonie. Au Moyen Âge, elle devient le centre de la population serbe des Župa [réf. nécessaire] avant d'être prise par les Turcs qui la fortifient.

### XIXesiècle
En 1887, la ville est libérée de la domination turque et va connaître un nouvel essor. La ville est restructurée selon un schéma baroque, réalisé par l'ingénieur Josip Slade sous l'ordre du roi Nicolas Ier de Monténégro. La ville se développe durant trente ans à un rythme soutenu. L'économie est florissante et on construit des écoles, une église orthodoxe St Vasilije, le palais du roi Nikola bâti en 1900 dans un style néorenaissance, un parc et le pont du Tsar qui emjambe la Slivlje.

### XXesiècle
La ville va subir les destructions des deux grandes guerres et sera reconstruite. Elle connaît une rapide industrialisation pour devenir le centre économique du Monténégro. Les médias monténégrins comme la presse, la télévision (TV Nikšić, TV Montena) ou les radios (Radio Nikšić), sont présents dans la ville.

## Localités de la municipalité de Nikšić

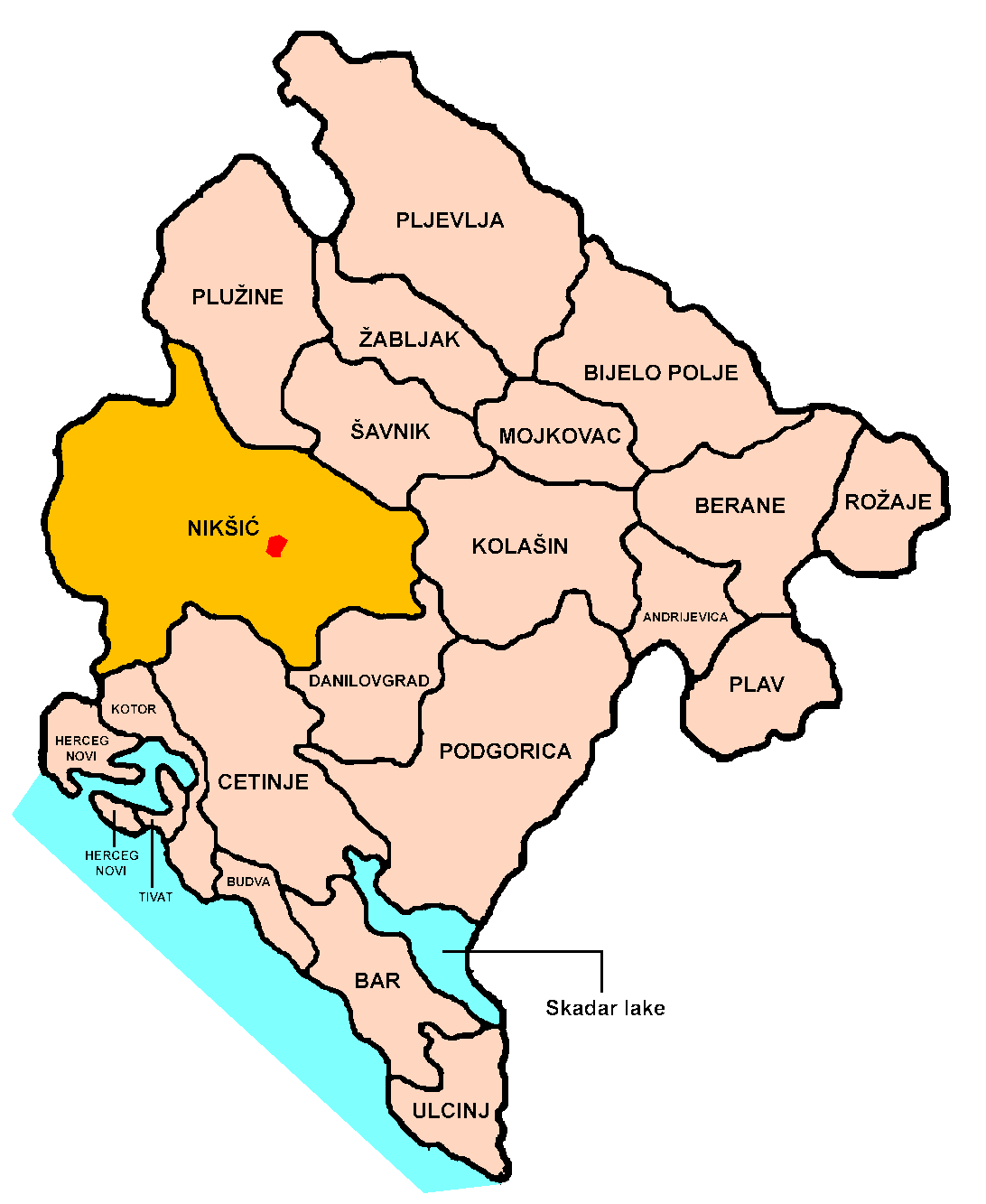
La municipalité de Nikšić.

La municipalité de Nikšić compte 110 localités :
| - Balosave - Bare - Bastaji - Bjeloševina - Bobotovo Groblje - Bogetići - Bogmilovići - Brezovik - Brestice - Broćanac Viluški - Broćanac Nikšićki - Bršno - Bubrežak - Busak - Vasiljevići - Velimlje - Vidne - Vilusi - Vir - Vitasojevići | - Višnjića Do - Vraćenovići - Vrbica - Vučji Do - Gvozd - Gornja Trepča - Gornje Polje - Gornje Crkvice - Gornje Čarađe - Goslić - Gradačka Poljana - Granice - Grahovac - Grahovo - Dolovi - Donja Trepča - Donje Crkvice - Donje Čarađe - Dragovoljići - Drenoštica | - Dubočke - Duga - Dučice - Zavrh - Zagora - Zagrad - Zaljutnica - Zaslap - Zlostup - Ivanje - Jabuke - Javljem - Jasenovo Polje - Jugovići - Kazanci - Kamensko - Klenak - Kovači - Koprivice - Koravlica | - Kunak - Kuside - Kuta - Laz - Liverovići - Lukovo - Macavare - Međeđe - Milojevići - Miločani - Miljanići - Miruše - Mokri Do - Morakovo - Nikšić - Nudo - Oblatno - Ozrinići - Orah - Orlina | - Petrovići - Pilatovci - Povija - Podbožur - Podvrš - Ponikvica - Počekovići - Praga - Prigradina - Prisoje - Rastovac - Riđani - Riječani - Rudine - Sjenokosi - Smrduša - Somina - Spila - Srijede - Staro Selo | - Stuba - Stubica - Tupan - Ubli - Carine - Cerovo - Crnodoli - Šipačno - Štedim - Štitari |

## Démographie

### Ville

#### Évolution historique de la population dans la ville
| 1948  | 1953   | 1961   | 1971   | 1981   | 1991   | 2003   |
| ----- | ------ | ------ | ------ | ------ | ------ | ------ |
| 9 485 | 14 804 | 26 569 | 40 107 | 50 399 | 56 141 | 58 212 |

En 2009, la population de Nikšić était estimée à 58 712 habitants.

## Économie
La ville de Nikšić est riche en minerai (mines de fer et de bauxite). Elle se tourne également vers le secteur des services.
La Pivara Trebjesa (en français, la brasserie Trebjesa) est fondée en 1896.

## Sport
L'équipe de foot de la ville est le FK Sutjeska Nikšić, le stade du club est le Stadion kraj Bistrice.

## Personnalités
- Dragomir Bečanović, ancien champion du monde de judo.
- Dragan Bato Ognjenović, ancien champion du monde de full-contact.
- Ratko Drašković, champion junior d'Europe de boxe.
- Žarko Varajić, ancien joueur de basket-ball yougoslave puis serbe
- Mirko Vučinić, footballeur professionnel.
- Vesna Zmijanac, chanteuse serbe.
- Milo Đukanović, homme politique monténégrin.